# Tom Hunter
Thomas „Tom” Hunter (ur. ?, zm. ?)  – amerykański zawodnik lacrosse, który na Igrzyskach Olimpijskich 1904 w Saint Louis wraz z kolegami zdobył srebrny medal w grze drużynowej.
W turnieju udział brały trzy zespoły klubowe ze Stanów Zjednoczonych i Kanady. Hunter reprezentował amerykański klub Saint Louis Amateur Athletic Association.